# Marek Černoch
Marek Černoch (* 11. srpna 1969 Praha) je český politik, moderátor a zpěvák, pilot dopravních letadel, v letech 2013 až 2017 poslanec Poslanecké sněmovny PČR, od ledna 2015 do října 2017 předseda poslaneckého klubu Úsvitu a od srpna 2015 do listopadu 2016 pak i 1. místopředseda hnutí Úsvit – Národní koalice.

## Život
Celé dětství a dospívání Marka Černocha je spojeno s hudbou, protože jeho otcem byl zpěvák Karel Černoch. V roce 1991 s ním spolupracoval na muzikálu Bídníci, na jednom z prvních českých muzikálů. Následně začal chodit na hodiny zpěvu a sám zpívat. V roce 1998 nastoupil jako moderátor do rádií Melody a Olympic. V letech 2003 až 2007 byl moderátorem Rádia Hey, později v něm působil jako programový ředitel. Mezitím vystupoval jako zpěvák na různých kulturních a společenských akcích (vlastní kapela Angels). Některá vystoupení také produkoval, jelikož byl v letech 2008 až 2011 společníkem umělecké agentury ROUTE 102 s.r.o. (působil i v umělecké agentuře Charlie).
V letech 2005 až 2008 vystudoval Střední průmyslovou školu dopravní a současně absolvoval výcvik dopravního pilota. Po získání licence pracoval jako vedoucí odbavení letadel u Českých aerolinií a pak létal u společnosti CCA, a.s. s Boeingem 737. Od roku 2009 učil a řídil výcvik dopravních pilotů u společností Aerojob (pracovní pozice „lektor ATPL“ a „manažer výcviku“). Od roku 2012 pak vedl leteckou společnost zaměřenou na privátní lety Valnetis Air.
Marek Černoch je ženatý a má dvě děti (dvojčata Denisu a Dominika), žije v městě Hostivice v okrese Praha-západ. Jeho polorodou sestrou je zpěvačka Tereza Černochová.

## Politické působení
Byl členem strany Úsvit – Národní koalice.
Ve volbách do Poslanecké sněmovny PČR v roce 2013 kandidoval na druhém místě kandidátky hnutí Úsvit přímé demokracie Tomia Okamury ve Středočeském kraji a byl zvolen poslancem. Byl místopředsedou poslaneckého klubu, členem Výboru pro EU, Ústavně právního výboru a členem delagace Rady Evropy.
Vedl Pracovní komisi k problematice postavení exekutorů a exekučnímu řádu a inicioval vznik pracovní skupiny, která řeší problém týraných dětí v České republice.
Uspořádal seminář k novému zákonu o státním zastupitelství, kde pozval k jednomu stolu obě strany sporu. Díky tomuto semináři se podařilo zabránit otevřené mediální válce mezi ministryní spravedlnosti Helenou Válkovou a státními zástupci.
Zorganizoval také seminář k problematice týraných dětí v České republice, který měl podporu norské velvyslankyně a norských odborníků.
V komunálních volbách v roce 2014 kandidoval za Úsvit přímé demokracie do Zastupitelstva Hlavního města Prahy. Jakožto lídr kandidátky byl i kandidátem hnutí na post pražského primátora. Hnutí však získalo pouze 1,0 % hlasů a do zastupitelstva se nedostalo. V roce 2014 se stal místopředsedou hnutí Úsvit přímé demokracie a v lednu 2015 byl zvolen předsedou poslaneckého klubu.
Na začátku února 2015 podpořilo jednání poslaneckého klubu hnutí Úsvit demokratickou většinou, hlasováním s výsledkem 10:2, vizi Marka Černocha. Zakladatel hnutí Tomio Okamura spolu s dosavadním předsedou poslaneckého klubu Radimem Fialou tak byli de facto z hnutí vyloučeni a odstaveni od jakéhokoli rozhodování. Jejím cílem bylo vytvoření nové strany, která bude maximálně otevřená svým příznivcům a bude moci přijímat i členy. Rozhodnutí poslaneckého klubu následně podpořila konference hnutí Úsvit, kde vize Marka Černocha získala čtyři hlasy z celkových pěti hlasů, Marek Černoch byl pověřen vedením integračních jednání o vzniku nové strany.
Podle Rejstříku politických stran a politických hnutí Ministerstva vnitra ČR byl v červnu 2015 krátce předsedou hnutí Úsvit přímé demokracie. Na začátku srpna téhož roku se stal 1. místopředsedou hnutí, které změnilo název na Úsvit – národní koalice. Funkci zastával do listopadu 2016, kdy jej nahradil Jan Zilvar.
Dne 7. června 2017 oznámil svůj úmysl odejít z hnutí Úsvit – Národní koalice kvůli nesouhlasu se směřováním hnutí ke spojování s extremisty a předsedou Miroslavem Lidinským. Zároveň však zůstal předsedou poslaneckého klubu. Ve volbách do Poslanecké sněmovny PČR v říjnu 2017 se rozhodl nekandidovat. Podle reportéra MF DNES Petra Koláře Černoch v dubnu 2018 vstoupil do Občanské demokratické strany v Hostivici u Prahy, svém bydlišti. Kandidoval v krajských volbách 2020 jako člen ODS z předposledního místa.